# Meilenstein (Nessa, Meile 27)

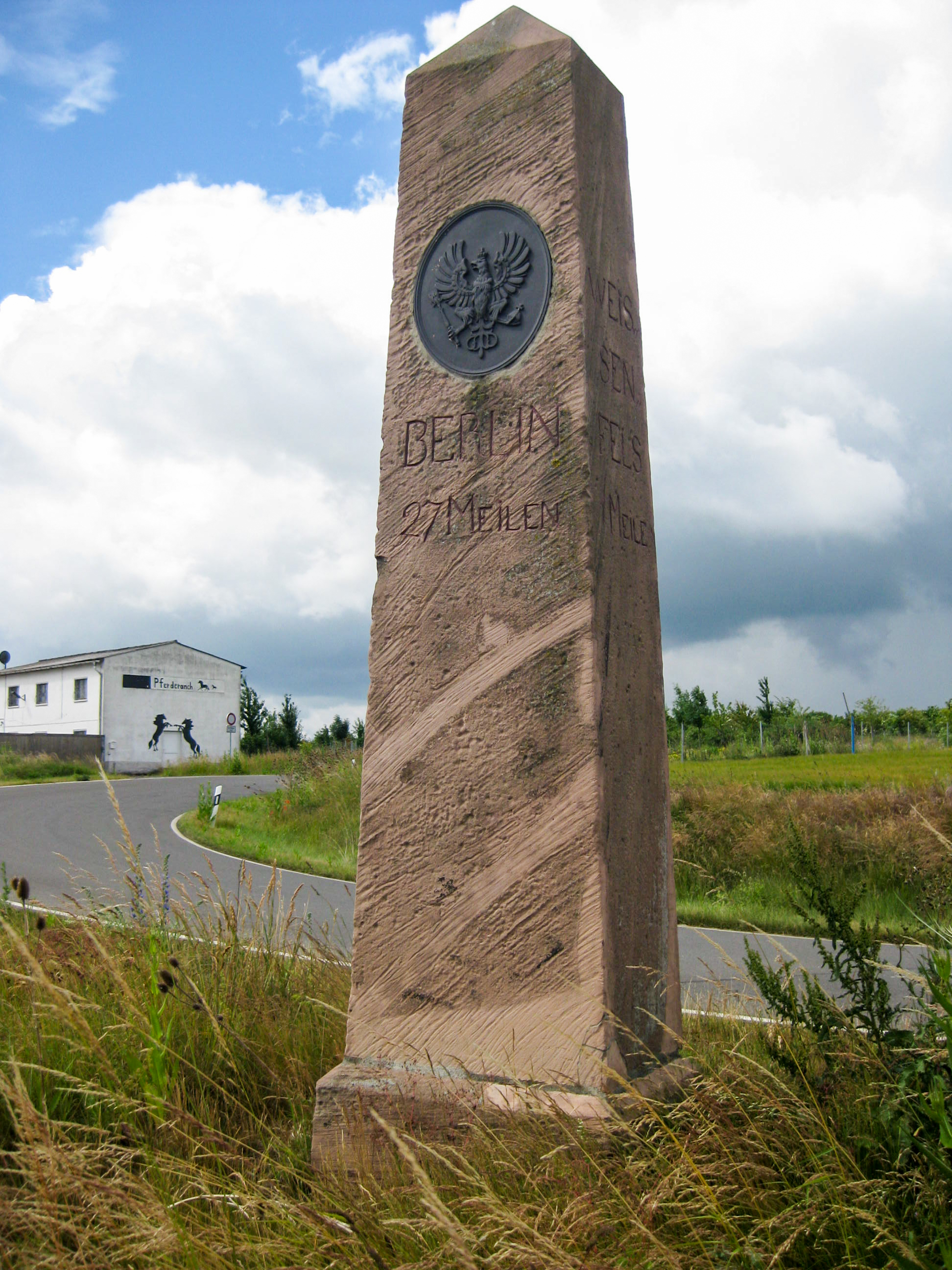
Preußischer Ganzmeilenobelisk bei Nessa

Der Ganzmeilenstein bei Nessa ist ein Kleindenkmal in der Stadt Teuchern im Burgenlandkreis in Sachsen-Anhalt.
Die Ganzmeilensteine zwischen Weißenfels und Gera stehen entlang der Straße allesamt um 2,8 Kilometer verrückt zur historischen Straßensituation. Hintergrund dieser ungewöhnlichen Konstellation, bei der der Halbmeilenstein jeweils nahe nördlich, statt 3,7 Kilometer entfernt steht, ist eine später erfolgte Versetzung der Obelisken, die auch daraus ersichtlich wird, dass die Steine auf der anderen Straßenseite stehen, was den üblichen Gepflogenheiten widerspricht.
Während die preußische Meile 7,532 Kilometern entsprach und die Straße historisch im Kontext der Verbindung Berlin – Halle (Saale) – Weißenfels und Giebelroth an der thüringischen Grenze stand, wurde nun der Markt in Weißenfels zum Nullpunkt erkoren. Die preußischen Staatschaussee hatte ursprünglich ihren Nullpunkt am Dönhoffplatz in Berlin. Laut Inschrift ist dieser 27 Meilen entfernt, was 203,3 Kilometern entsprechen würde, hätte nicht die Umsetzung stattgefunden. Die anderen Inschriften lauten heute Zeitz 2 1/5 Meile und Weißenfels 1 Meile. Ursprünglich lauteten dieser aber Zeitz 2 Meilen und Weißenfels 1/2 Meile.
Jahrelang lag der denkmalgeschützte Obelisk im Straßengraben beim Halbmeilenstein von Nessa, doch Anfang des 21. Jahrhunderts wurde er saniert und wieder aufgestellt. Zudem erhielt er im Jahr 2003 eine Kunststoffadlerplatte. Im Erdreich war eine Sitzbank zu erkennen, die aus einem helleren Material bestand als der jetzige Stein, was ein Indiz dafür ist, dass er früher einmal zerstört und durch eine Kopie ersetzt wurde. Im Jahr 2010 wurde der Stein wegen einer Straßenverbreiterung der Bundesstraße 91 abgebaut und einige Meter weiter östlich aufgestellt. Im Denkmalverzeichnis ist der Distanzstein mit der Nummer 094 66135 als Baudenkmal bei Wernsdorf erfasst.